# Blackburneus gnu
Blackburneus gnu är en skalbaggsart som beskrevs av S. Endrödi 1964. Blackburneus gnu ingår i släktet Blackburneus och familjen Aphodiidae. Inga underarter finns listade.